# Wilihof
Wilihof är en ort i kommunen Triengen i kantonen Luzern i Schweiz. Den ligger cirka 7 kilometer nordväst om Sursee. Orten har 250 invånare (2023).
Orten var före den 1 januari 2005 en egen kommun, men inkorporerades då tillsammans med Kulmerau i kommunen Triengen.